# Hooverphonic
Hooverphonic је белгијски бенд основан у октобру 1995 године. Иако су првобитно били категорисани као трип хоп група, брзо су проширили свој звук до тачке где се више не могу описати као јединствен жанр, већ обухватају алтернативу, електронику, електропоп, рок и мешавину других.
Бенд је требало да представља Белгију на такмичењу за песму Евровизије 2020. у Ротердаму, уместо тога, представљали су Белгију на Песми Евровизије 2021. године.

## Каријера
Првобитни чланови групе били су вокал Естер Либерт, клавијатуриста Франк Дуцене, басиста Алек Калиер и гитариста Раимонд Гертс. Либерт је снимио неколико демо снимака са групом; међутим, напустила је бенд на дан када су потписали уговор са Сони мјузиком. Бенд је затим довео Лиесје Садониус да сними албум. Кјоко Бертсоен, певачица белгијског трип хоп бенда Лунаскејп, заменила је Садониуса на три месеца европске турнеје 1997. пре него што је Геике Арнаерт постала стална певачица касније те године.
Бенд је постигао међународно признање укључивањем стереофонске нумере „2Wicky“ у саундтрек за филм Бернарда Бертолучија из 1996. године „Stealing Beauty“. „2Wicky“ се такође појавио на звучним записима за Знам шта сте радили прошлог лета и Heights.
Сингл "Club Montepulciano" био је хит у родној Белгији и мањи колеџ хит у САД.
Исте године, Hooverphonic је замољен да напише песму посебно за церемонију отварања Европског првенства у фудбалу 2000. године. које се одржало у Бриселу, Белгија. Резултат је 12-минутна песма под називом „Visions“.
Године 2003, бенд је издао албум који је извођен уживо у студију са оркестром под називом Sit Down and Listen to Hooverphonic. Бенд је потом кренуо на проширену европску турнеју у септембру 2003. године, наступајући у преко 100 концертних дворана.
The President of the LSD Golf Club објављен је у октобру 2007. у Белгији и Холандији. Након објављивања, певачица групе, Геике Арнаерт, објавила је 10. октобра 2008. да ће напустити бенд како би наставила соло каријеру. Последњи концерт који је Hooverphonic одржао са Геике био је 13. децембра 2008. у Теле-клубу, Јекатеринбург, Русија.
Hooverphonic је требало да представља Белгију на Песми Евровизије 2020. у Ротердаму. Догађај је отказан због пандемије КОВИД-19.
Дана 9. новембра 2020. године, Cruysberghs је изненада отпуштен из бенда да би направио место за повратак Геике Арнаерт.
У мају 2021, бенд је објавио свој једанаести студијски албум укупно и шести на којем је Арнаерт као вокал, Hidden Stories.
Учествовали су на Песми Евровизије 2021. са песмом „The Wrong Place“. Такмичење су завршили на 19. месту са 74 бода.

## Чланови бенда
- Алекс Калијер - бас гитара и клавијатуре
- Рејмонд Гиртс - гитара
- Геике Арнаерт - вокал

## Дискографија
- A New Stereophonic Sound Spectacular (1996)
- Blue Wonder Power Milk (1998)
- The Magnificent Tree (2000)
- Hooverphonic Presents Jackie Cane (2002)
- No More Sweet Music/More Sweet Music (2005)
- The President of the LSD Golf Club (2007)
- The Night Before (2010)
- Reflection (2013)
- In Wonderland (2016)
- Looking for Stars (2018)
- Hidden Stories (2021)